# Cura annonae

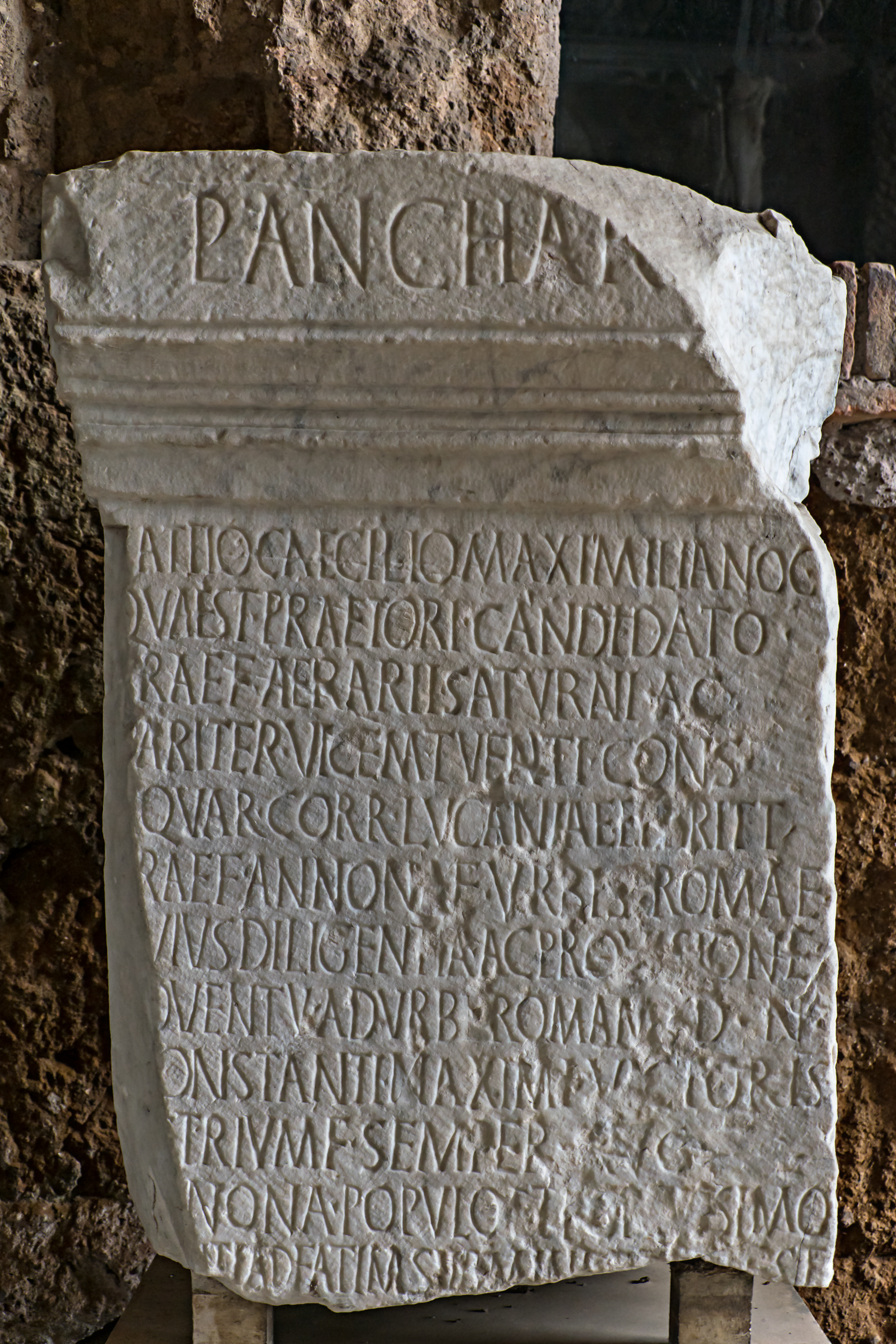
Widmungsinschrift für den Senator Attius Caecilius Maximilianus um das Jahr 357, der als Praefectus annonae für die Getreideversorgung in Rom zuständig war

Die cura annonae (von lateinisch cura „Sorge“, „Aufsicht“ und annona „Jahresertrag“, „Nahrungsmittel“) war die Aufsicht über die Getreidespenden (annona civica) der Stadt Rom in der Antike.

## Dieannona civica
Die ursprüngliche cura annonae oblag in republikanischer Zeit den kurulischen Ädilen. Zu ihren Aufgaben gehörte es, im Falle einer Hungersnot im Auftrage des Staates Getreide einzukaufen und günstig an die Bürger weiterzuverkaufen. Ebenfalls gehörte zu dem Amt die Festsetzung des Marktpreises für Getreide unabhängig von Ertrag und Bedarf. Mit dem Anwachsen der stadtrömischen Bevölkerung und dem gleichzeitigen Rückgang des Ackerbaus in Italien musste das Getreide zunehmend aus entfernteren Provinzen herbeigeschafft werden. Auf das Getreide aus Sizilien besaß die Stadt Rom seit den punischen Kriegen ein Monopol.
Am Ende der Republik ging man zur kostenlosen Verteilung von Getreide über. Die Aufsicht über die Getreideverteilung oblag seit der Errichtung der Monarchie durch Augustus einer Verwaltung, die von praefecti annonae geleitet wurde, die die Kaiser einsetzten. Empfangsberechtigt waren nur jene römischen Bürger, die in bestimmten Listen erfasst wurden; es ging dabei nicht um Bedürftigkeit. Ausgegeben wurde das Getreide in der frühen und hohen Kaiserzeit in der Porticus Minucia auf dem Marsfeld, ab dem 3. Jahrhundert auch an anderen Stellen. Das Getreide kam nun vor allem aus Nordafrika und Ägypten; in der Spätantike ging das Korn vom Nil allerdings nach Konstantinopel, dessen Bevölkerung seit dem 4. Jahrhundert ebenfalls eine annona civica empfing.
Auf römischen Münzen der Kaiserzeit wurde die Göttin Annona mit Füllhorn und Ähren oder Kornscheffel (Hohlmaß) abgebildet. Auch wurde sie mit Schiffsbug für die Getreideeinfuhr dargestellt. Damit ließen sich die Kaiser, die seit Augustus letztlich die Verantwortung für die annona civica trugen, als Wohltäter und Versorger der Stadt Rom feiern. Seit der hohen Kaiserzeit umfasste die annona civica dabei nicht mehr nur Getreide, sondern auch nordafrikanisches Olivenöl sowie Schweinefleisch und Wein aus Italien.

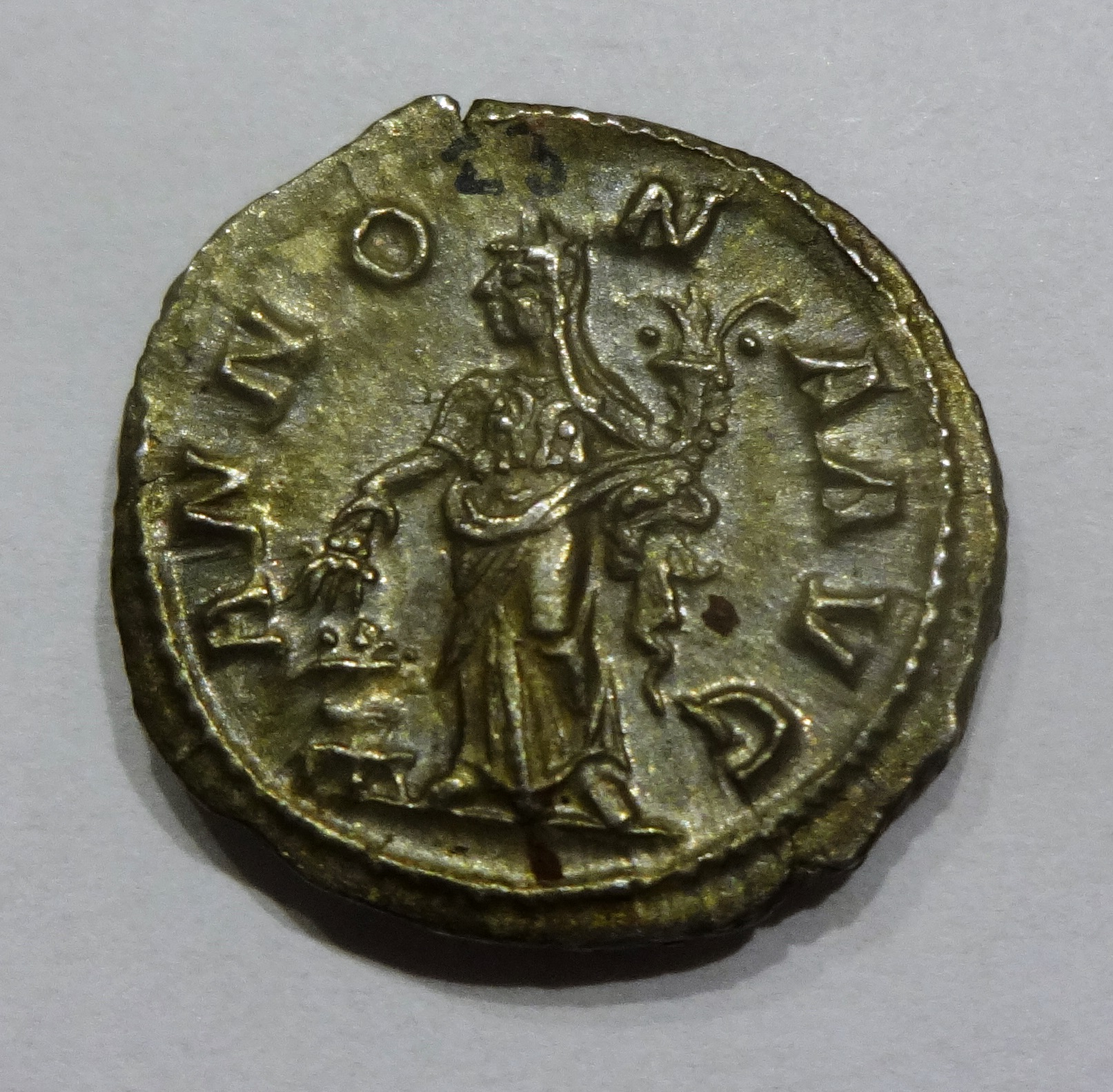
Annona mit Füllhorn auf der Rückseite eines Denars des Severus Alexander

Die cura annonae überdauerte das Ende des weströmischen Kaisertums (476) um mehrere Jahrzehnte; seit Gregor dem Großen übernahm dann die Kirche die Aufsicht über die Versorgung der inzwischen allerdings stark geschrumpften stadtrömischen Bevölkerung und folgte dabei anderen Regeln.

## Dieannona militaris
In Prinzipat und Spätantike ist zu unterscheiden zwischen der annona civica, also den Getreidespenden an die Bürger Roms (und ab dem 4. Jahrhundert auch jene Konstantinopels), und der annona militaris. Letztere bezeichnete den Unterhalt sowohl regulärer kaiserlicher Truppen als auch reichsfremder Foederaten. Seit dem 4. Jahrhundert war die Eintreibung und Redistribution dieser annona, die ab dem 5. Jahrhundert auch in Form von Bargeld ausgezahlt werden konnte, die wichtigste Aufgabe der Prätorianerpräfekten.
Das Streben germanischer Kriegerverbände nach einer geregelten Versorgung durch den römischen Staat spielte während der sogenannten Völkerwanderung eine wichtige Rolle: Die Plünderung Roms durch meuternde westgotische Foederaten im Jahr 410 hatte ihre Ursache nicht zuletzt darin, dass die kaiserliche Regierung den Söldnern keine ausreichende annona militaris hatte zugestehen wollen. Auch die Meuterei angelsächsischer Krieger in Britannien, die langfristig zur Entstehung Englands führen sollte, scheint sich einige Jahre später an Streitigkeiten über die Höhe der den Kriegern zugeteilten annona entzündet zu haben.